# Complementary Medicine Research
Complementary Medicine Research, bis Ende 2016 Forschende Komplementärmedizin, bis 2005: Forschende Komplementärmedizin und klassische Naturheilkunde, englischer Titel: Research in Complementary Medicine, ist eine international ausgerichtete medizinische Fachzeitschrift. Sie erscheint seit 1994 im S. Karger Verlag für Medizin und Naturwissenschaften. Der inhaltliche Schwerpunkt liegt bei Themen aus dem Bereich der Komplementärmedizin. Anliegen ist, zwischen kontrovers diskutierten Ansätzen von Schul- und Komplementärmedizin Bindeglied zu sein. Voraussetzung für eine Veröffentlichung von Manuskripten ist ein Peer-Review-Verfahren. Der Impact Factor 2021–2022 liegt bei 1,8.

## Allgemeines
Complementary Medicine Research war in Europa die erste von Experten begutachtete Zeitschrift, die ihren Schwerpunkt auf Forschung in komplementärer und integrativer Medizin legte. Die Fachzeitschrift erscheint 6-mal pro Jahr in einer Auflage von etwa 4000 Exemplaren. Den Posten der Chefredakteurin (Editor in Chief) bekleidet Frauke Musial. Es erscheinen deutsch- und englischsprachige Artikel.
Complementary Medicine Research ist in Datenbanken von Bibliotheken geführt einschließlich Current Contents, Clinical Medicine-Pubmed, Medline, Science Citation Index Expanded und Index Copernicus.
Die Zeitschrift ist offizielles Organ der Schweizerischen Medizinischen Gesellschaft für Phytotherapie sowie offizielles Organ der Deutschen Gesellschaft für Naturheilkunde e. V.

## Zielgruppen
Complementary Medicine Research wendet sich an niedergelassene und im Klinikbereich tätige Ärzte als auch Wissenschaftler, die sich mit den Fachbereichen Naturheilverfahren, Homöopathie, Traditionelle chinesische Medizin (TCM) und Akupunktur beschäftigen. Ebenso sollen Ärzte für Hygiene und Umweltmedizin, für Physikalische Therapie und Balneologie angesprochen werden.